# Las cosas son como son
Las cosas son como son es el título del 14°. álbum de estudio grabado por el cantautor venezolano Ricardo Montaner, Fue lanzado al mercado por la empresa discográfica EMI Televisa Music el 24 de febrero de 2009. El álbum que cuenta con 12 nuevas canciones románticas y la balada romántica "Para un poco" como primer sencillo.

## Lista de canciones
| Las cosas son como son |                               |          |  |
| N.º                    | Título                        | Duración |  |
| 1.                     | «Canción de pobres corazones» | 4:07     |  |
| 2.                     | «Para un poco»                | 4:00     |  |
| 3.                     | «Las cosas son como son»      | 4:17     |  |
| 4.                     | «Volver»                      | 4:29     |  |
| 5.                     | «Doce y media»                | 3:43     |  |
| 6.                     | «Yo canto»                    | 3:30     |  |
| 7.                     | «Los amores»                  | 3:20     |  |
| 8.                     | «Tanto tanto»                 | 3:28     |  |
| 9.                     | «Esa mujer»                   | 3:50     |  |
| 10.                    | «La amo»                      | 3:55     |  |
| 11.                    | «Me fui»                      | 4:01     |  |
| 12.                    | «Si se apaga mi voz»          | 3:40     |  |
| 46:00                  |                               |          |  |